# Renán Fernándes
Renan Fernandes Garcia (Batatais, Brasil, 19 de junio de 1986), futbolista brasilero. Juega de volante y su actual equipo es el Al-Nasr Sports Club de la Liga Árabe del Golfo de Emiratos Árabes Unidos. 

## Clubes
| Club                 | País                   | Año         |
| -------------------- | ---------------------- | ----------- |
| Atlético Mineiro     | Brasil                 | 2005        |
| Santa Cruz FC        | Brasil                 | 2006        |
| Brøndby IF           | Dinamarca              | 2007        |
| Celta de Vigo        | España                 | 2008 - 2009 |
| Sport Recife         | Brasil                 | 2009        |
| Fortaleza EC         | Brasil                 | 2009        |
| Vitória de Guimaraes | Portugal               | 2010        |
| SC Beira-Mar         | Portugal               | 2010 - 2011 |
| CFR Cluj             | Rumania                | 2011 - 2012 |
| UC Sampdoria         | Italia                 | 2012 - 2014 |
| Al-Nasr Sports Club  | Emiratos Árabes Unidos | 2014 -      |